# Prosopocera luteomarmorata
Prosopocera luteomarmorata là một loài bọ cánh cứng trong họ Cerambycidae.